# Karen Schramm
Karen Schramm (* 1967) ist eine deutsche Germanistin. Sie lehrt Deutsch als Fremdsprache am Institut für Germanistik an der Universität Wien.

## Leben
Von 1987 bis 1993 studierte sie Germanistik, Anglistik und Erziehungswissenschaft an der Universität Hamburg. Nach der Promotion 1998 in Sprachlehrforschung an der Universität Münster ist sie seit 2014 Professorin für Deutsch als Fremdsprache am Institut für Germanistik an der Universität Wien.
Ihre Arbeitsschwerpunkte sind Didaktik Deutsch als Fremdsprache (insb. Curriculumforschung), Methodik Deutsch als Fremdsprache (insb. Lesen/Alphabetisierung), Lehrerbildung Deutsch als Fremdsprache und qualitative Forschungsmethoden der Fremdsprachendidaktik (insb. Unterrichtsdiskursanalyse).

## Schriften (Auswahl)
- Alphabetisierung ausländischer Erwachsener in der Zweitsprache Deutsch. Münster 1996, ISBN 3-89325-377-7.
- L2-Leser in Aktion. Der fremdsprachliche Leseprozeß als mentales Handeln. Münster 2001, ISBN 3-8309-1082-7.
- mit Stefan Markov und Christiane Scheithauer: Lernberatung für Teilnehmende in DaZ-Alphabetisierungskursen. Handreichung für Lernberatende und Lehrkräfte. Münster 2015, ISBN 3-8309-3114-X.
- mit Kersten S. Roth und Jürgen Spitzmüller (Hg.): Phänomen „Mehrsprachigkeit“. Einstellungen, Ideologien, Positionierungspraktiken. Duisburg 2018, ISBN 3-95605-057-6.